# Placilla
Pour les articles homonymes, voir Placilla (homonymie).
Placilla est une ville et une commune du Chili faisant partie de la province de Colchagua, elle-même rattachée à la région O'Higgins. En 2012, sa population s'élevait à 9 624 habitants. La superficie de la commune est de 147 km2 (densité de 65 hab./km2). Le territoire de la commune est coupé en deux par le rio Tinguiririca qui a taillé une vallée à une altitude de 150 mètres dans la Cordillère de la Côte (Andes centrales) surplombée par des collines culminant à 1 000 mètres au nord et 700 mètres au sud,. La commune se trouve à environ 138 kilomètres au sud de la capitale Santiago et 15 kilomètres à l'ouest de San Fernando capitale de la Province de Colchagua. L'activité principale de la commune porte sur la production de fruits et de vins.

Position de Placilla (en rouge) au sein de la Province de Cachapoal.